# Ін'єкція (медицина)

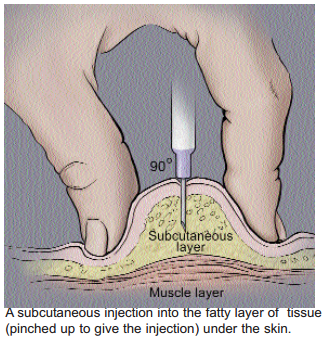
Схема проведення підшкірної ін'єкції

Ін'є́кція (лат. injicere — «впорскування») — спосіб введення в організм лікарських розчинів. Найчастіше впорскування виконують за допомогою порожнистої голки і шприца (з порушенням цілості шкірних і слизових покривів). Існує також безголкова ін'єкція — введення лікарських розчинів під високим тиском (швидкість струменя понад 150 м/с), але в Україні розповсюдження вона не отримала. В просторіччі часто замість слова ін'єкція вживають слово укол. Але укол — це один з етапів голкової ін'єкції — момент проникнення голки через шкіру чи слизову оболонку, що відчувається пацієнтом у вигляді неприємного подразнення.

## Класифікація
Ін'єкції класифікують за місцем  та способом введення ліків

### За місцем
1. Внутрішньошкірні (інтрадермальні)
2. Підшкірні (гіподермальні)
3. Внутрішньом'язові (інтрамускулярні)
4. Внутрішньовенні (інтравенозні, інколи довенні)
5. Внутрішньоартеріальні (інтраартеріальні)
6. Внутрішньокісткові (інтракостальні)
7. Внутрішньочеревні (інтраабдомінальні)
8. Внутрішньосерцеві (інтракардіальні)
9. Внутрішньопальцеві (інтрапальпебральні)

### За способом введення
1. Струминні (болюсні)
2. Крапельні (або краплинні)

## Показання
Ін'єкцію використовують у тих випадках, коли потрібно забезпечити швидкий терапевтичний ефект, точність дозування, виключення бар'єрної функції шлунково-кишкового тракту і печінки, а також у випадках порушення свідомості та акту ковтання.
За допомогою ін'єкцій також виконують анестезію та щеплення (вакцинацію).
Найчастіше ін'єкції роблять шприцом. Розмір шприца підбирають відповідно до дозування та мети.